# Лисс, Эран
Эран Лисс (род. 2 июля 1975, Ришон-ле-Цион, Центральный округ) — израильский шахматист, гроссмейстер (1995).
Чемпион Израиля (1998). В составе сборной Израиля участник 9-го командного чемпионата Европы (1989) в Хайфе.

## Изменения рейтинга
| Графики недоступны из-за технических проблем. См. информацию на Фабрикаторе и на mediawiki.org. |